# Bothriembryon perobesus
Bothriembryon perobesus é uma espécie de gastrópode da família Orthalicidae.
É endémica da Austrália.